# جرم بين النجوم

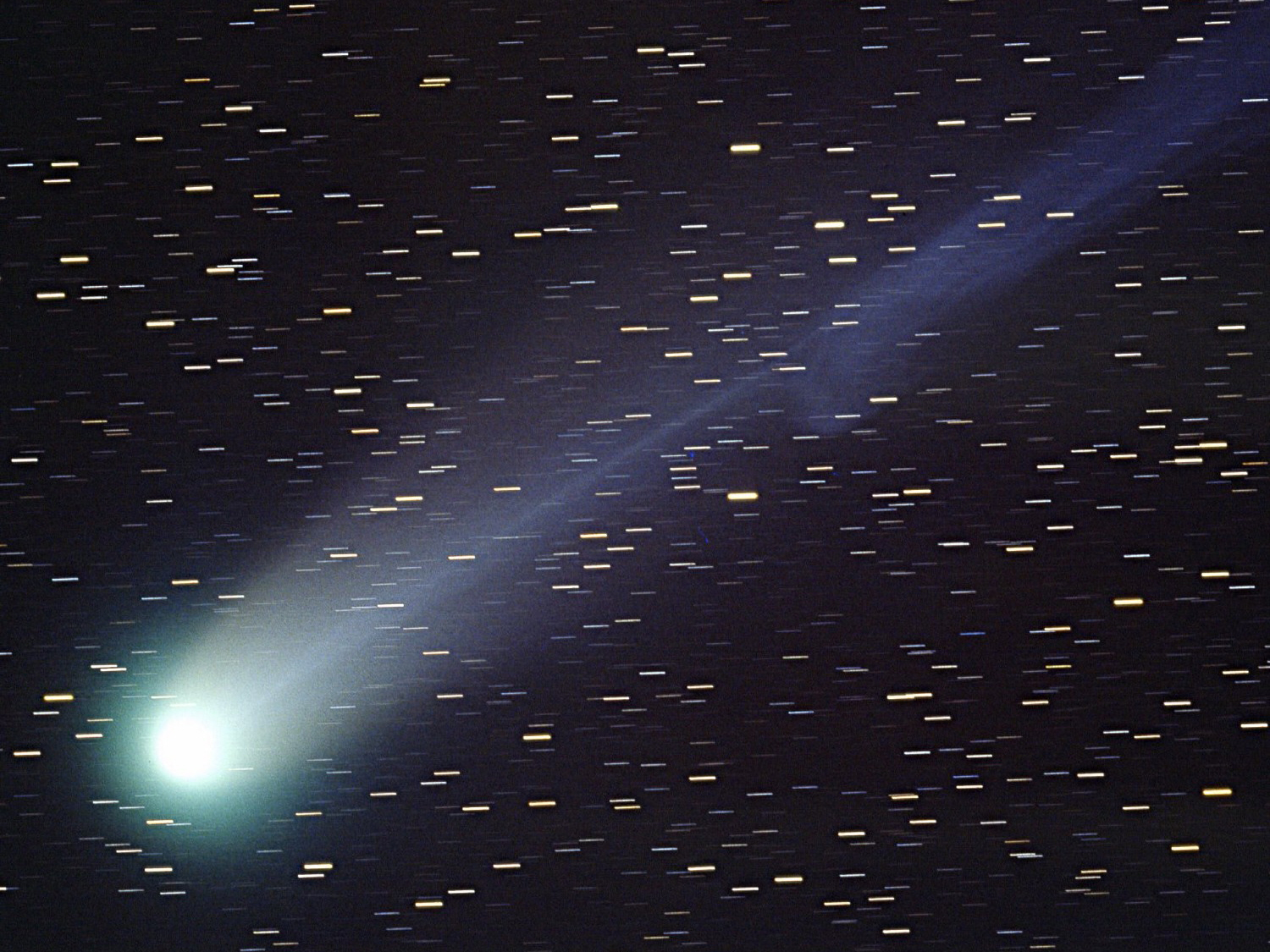
مذنب هيكوتيك (في أقرب نقطة إلى الأرض، 25 مارس 1996).

الجرم بينجمي (بالإنجليزية: Interstellar object) هو جسم آخر بخلاف نجم أو جرم دون نجمي يقع في الفضاء بين النجوم، وليس مرتبط جاذبيا بنجم. ويمكن أن تشمل هذة الفئة الكويكبات أو المذنبات أو مذنب خارج المجموعة الشمسية
في الوقت الحاضر، لا يمكن الكشف عن مذنب بين النجوم إلا إذا كان يمر عبر النظام الشمسي، ويمكن تمييزها عن مذنبات سحابة أورط من مسارها زائدي المقطع (مما يشير إلى أن المذنب ليس مرتبط جاذبيا مع الشمس).
إذا كانت المذنبات بين النجوم موجودة، فإنها يجب أن تمر في بعض الأحيان من خلال النظام الشمسي الداخلي. وسوف تقترب من النظام الشمسي بسرعات عشوائية، معظمها من منطقة كوكبة الجاثي لأن النظام الشمسي يتحرك في هذا الاتجاه
أول اكتشاف، والجرم الوحيد المعروف بين النجوم حتى الآن هو 1I / 'Oumuamua (المعروف سابقا بالتسمية C/2017 U1—PANSTARRS, و A/2017 U1) الجرم لة انحراف يقارب 1.195 درجة. وكان اسمه في البداية C / 2017 U1 لأنه كان من المفترض أن يكون مذنب، ولكن أعيدت تسميته إلى A / 2017 U1 بعد عدم العثور على أي نشاط مذنبي. كانت هذه الأسماء مؤقتة لأنة أول جرم من نوعه يكتشف، والاتحاد الفلكي الدولي هو من يحدد قواعد تسمية هذا النوع من الأجرام الفلكية.

## التسمية
مع الاكتشاف للأول جرم بينجمي، اقتراح الاتحاد الفلكي الدولي سلسلة جديدة من تسميات الجسم الصغير للأجرام بينجمية،أرقام I، على غرار نظام ترقيم المذنب. مركز الكواكب الصغيرة سوف يعين الأرقام. وسيتم التعامل مع التعيينات المؤقتة للأجرام بينجمية باستخدام البادئة C / أو A /، (المذنب أو الكويكب) حسب الحاجة.

## 1I/'Oumuamua
في 19 أكتوبر 2017 تم اكتشاف جُرم خافت بواسطة مقراب المسح البانورامي ونظام الاستجابة السريع (Pan-STARRS)، قدره الظاهري 20. بعد قوس مراقبة لما يقرب من 6 أيام. وتمت تسميته ʻOumuamua. ويشير الرصد إلى أنه يتخذ مسار زائدي للغاية، مما يعني أنه غير مقيد بجاذبية النظام الشمسي و (نظرًا لميله المرتفع) فمن المحتمل أن يكون مذنب بينجمي.
وعلى غير المتوقع وُجد أن له طبيعة كويكبية بشكل كامل في 25 أكتوبر، مما يشير إلى أصل النطاق الداخلي للنظام خارج الشمسي الذي نشأ منه أيًا كان.